# MSC Oscar
MSC Oscar é um navio porta-contêineres pertencente a companhia de transporte marítimo Mediterranean Shipping Company (MSC). Quando entrou em operação em novembro de 2014, era o maior navio porta-contêineres do mundo, substituiu o CSCL Globe com 19.100 TEU, que detinha este título desde novembro de 2014.

## Origem do nome
O MSC Oscar leva o nome do filho de Diego Aponte, presidente e executivo-chefe da Mediterranean Shipping Company (MSC).

## História
A embarcação foi construída em 11 meses nos estaleiros da Daewoo Shipbuilding and Marine Engineering (DSME), e quando lançado ao mar em janeiro de 2015 assumiu a posição de maior navio porta-contêineres do mundo com a capacidade de carregar 19 224 TEU em uma única viagem. A embarcação custou  US$ 140 milhões.

## Características

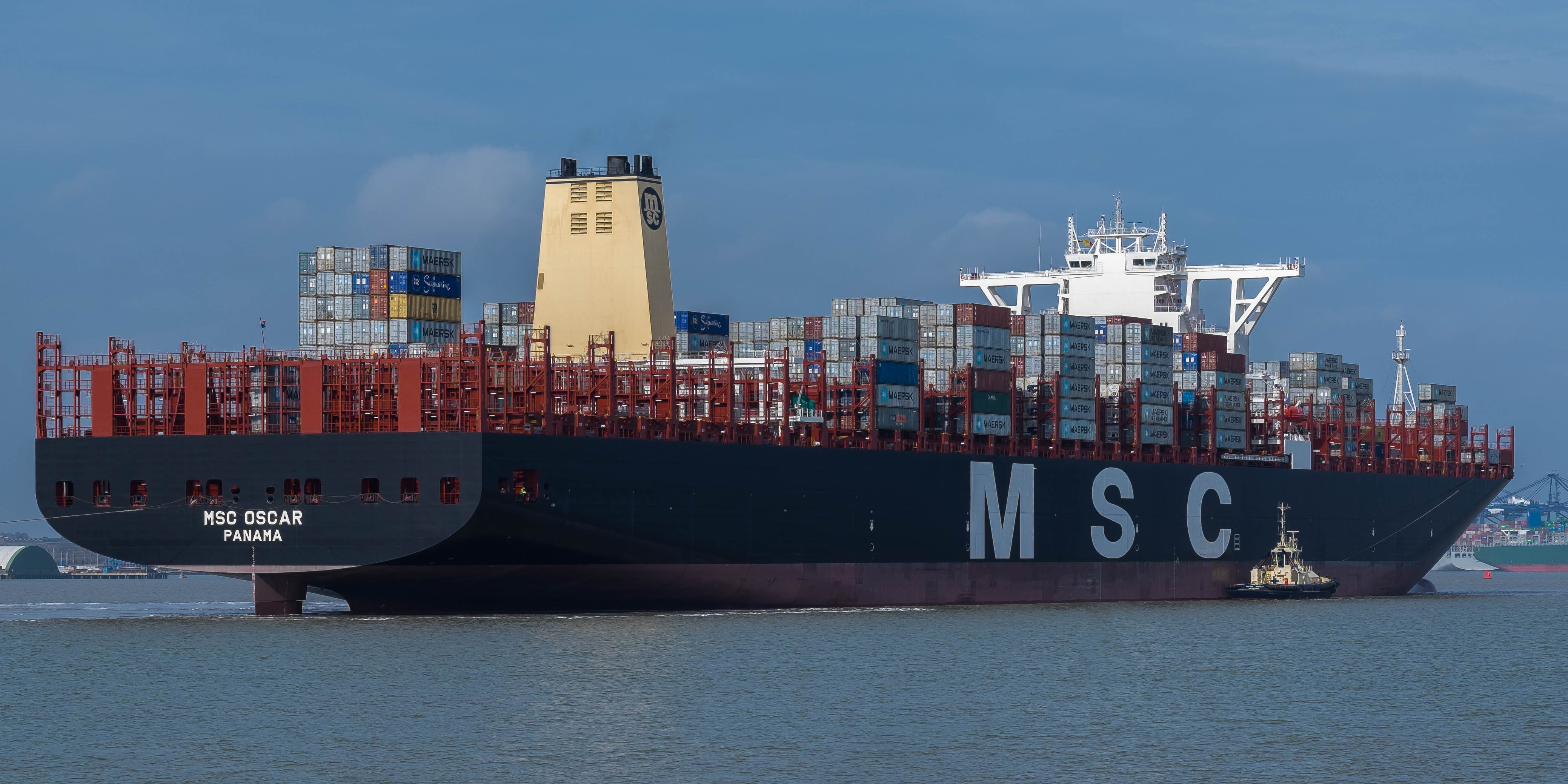
Em sua viagem inaugural, aportando em Felixstowe, maior porto de movimentação de containers do Reino Unido

O MSC Oscar recebeu a notação de classe Route Specific Container Stowage (RSCS). A notação caracteriza o uso eficiente do espaço de carga, proporcionando flexibilidade de carregamento de contêineres extras a bordo em uma rota especificada sem comprometer a segurança do navio.
A capacidade total de contêineres do navio foi inicialmente planejada para 18.000 TEU, mas aumentou para a capacidade atual com a adição de uma camada extra acima dos conveses. A embarcação tem capacidade para transportar 1.800 contêineres refrigerados (1.470 no convés e 330 no porão).
O navio incorpora uma estrutura de casco duplo em forma de U, a sua proa bulbosa aumenta a eficiência e reduz o consumo de combustível.

## Propulsão
A embarcação é movimentada por um motor a diesel MAN 11S90ME-C de dois tempos, com as seguintes dimensões: altura de 15,5 m, comprimento de 25 m e largura de 11 m. O motor tem um rendimento máximo contínuo de 62,5 MW (83.800 hp) a 82,2 rpm e em operação normal de 56,25 MW (75.430 hp) a 79,4 rpm.

## Navios da ClasseOlympic(navio porta-contêineres)
- MSC Oliver (entrega:30 de março de 2015)[14]
- MSC Zoe (24 de junho de 2015)[15]
- MSC Maya (19 de agosto de 2015)[16]
- MSC Sveva (22 de outubro de 2015)[17]
- MSC Clara (11 de novembro de 2015)[18]